# Schwarzes Moor bei Gavendorf
Das Schwarze Moor bei Gavendorf ist ein Naturschutzgebiet in der niedersächsischen Gemeinde Wrestedt in der Samtgemeinde Aue im Landkreis Uelzen.
Das Naturschutzgebiet mit dem Kennzeichen NSG LÜ 028 ist 12 Hektar groß. Es steht seit dem 20. Januar 1976 unter Naturschutz. Zuständige untere Naturschutzbehörde ist der Landkreis Uelzen.
Das Naturschutzgebiet liegt nordwestlich von Suhlendorf und stellt einen Hochmoorrest in einer flachen Talmulde unter Schutz. Das Moorgebiet ist durch Entwässerung und Handtorfstiche stark verändert und mit Moorbirken-Kiefernwald und Birkenbruchwald bewachsen. Daneben ist Glockenheide zu finden. Als Besonderheit kommt hier der Sumpfporst an seiner westlichen Verbreitungsgrenze vor.
Im Süden und Nordwesten des Naturschutzgebiets befinden sich Grünlandflächen, die landwirtschaftlich genutzt werden. Das Naturschutzgebiet ist größtenteils von landwirtschaftlichen Nutzflächen umgeben. Stellenweise grenzt es an bewaldete Flächen. Das Gebiet entwässert zum Kroetzer Bach, der über den Willendorfer Graben und Esterau zur Stederau, einem Quellfluss der Ilmenau, fließt.